# Hallamölla

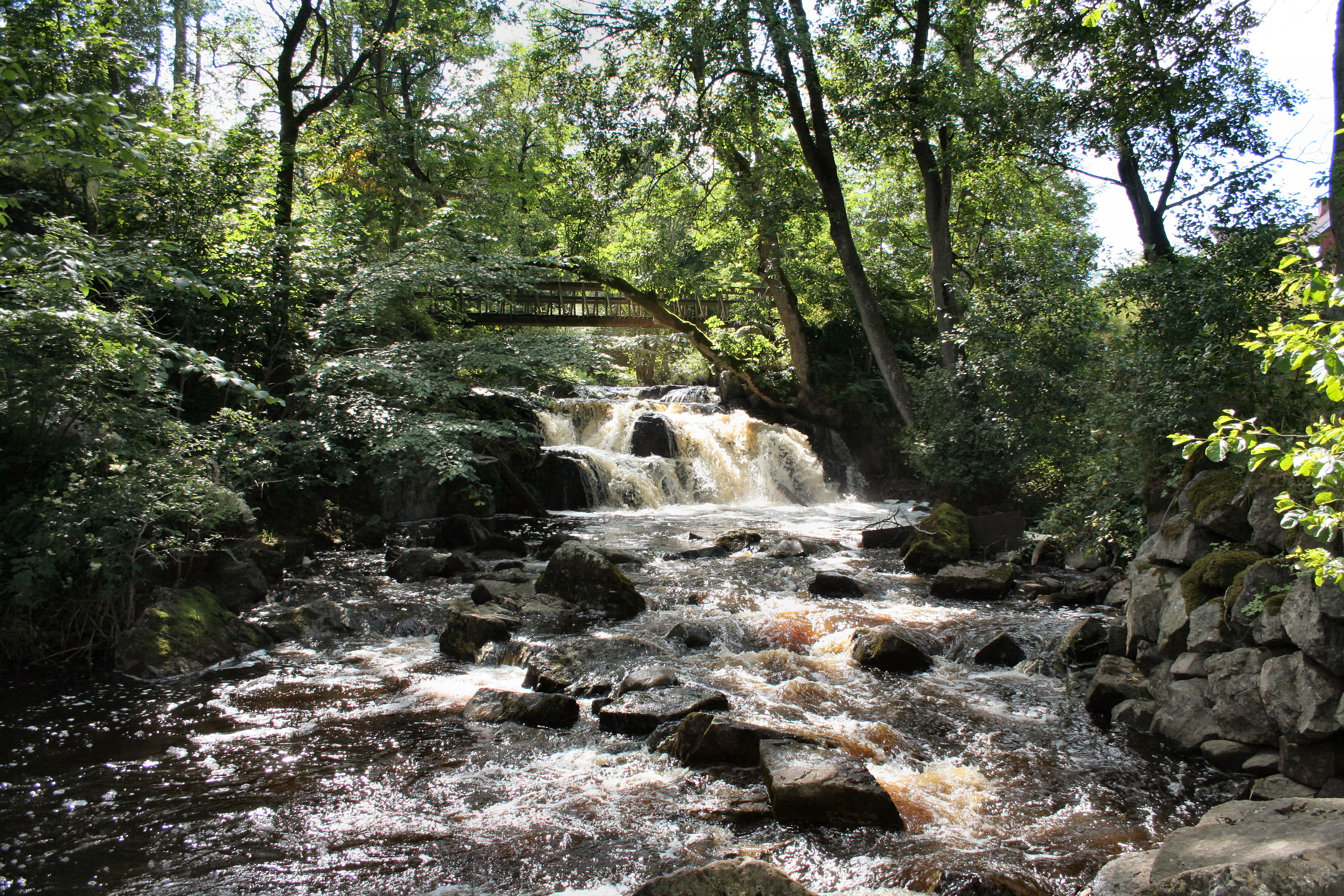
Vattenfallet

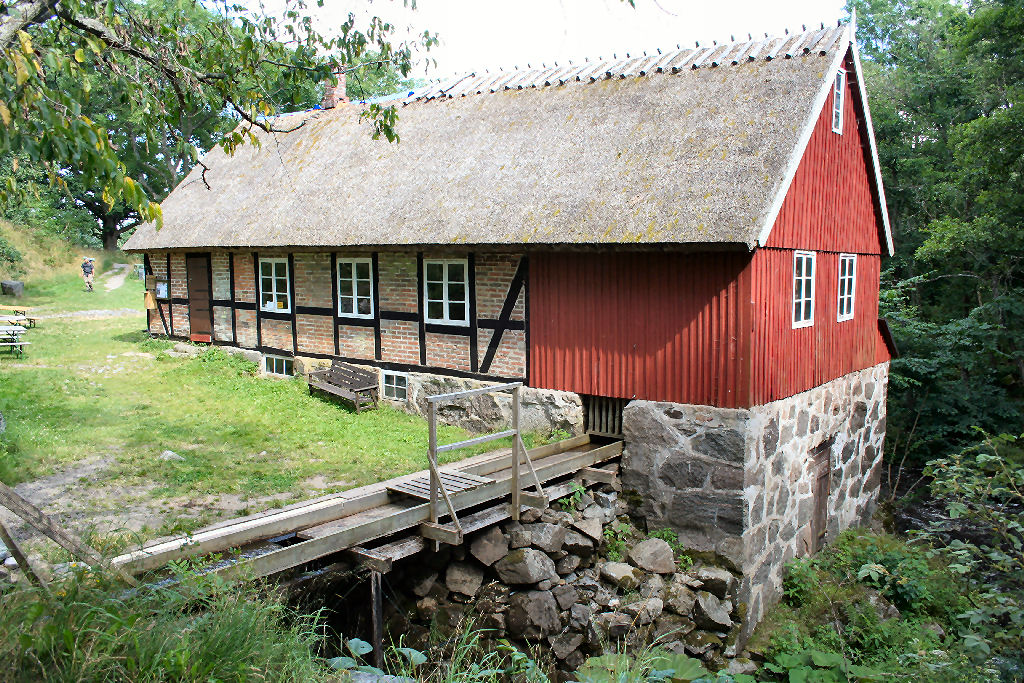
Möllan i Hallamölla

Hallamölla är Skånes längsta vattenfall med en fallhöjd på 23 meter.
Fallet är en del av Verkaån, vars lopp är skyddat som naturreservat. Namnet kommer från den kvarn (mölla enl. danskt/skånskt uttryck) som funnits på platsen sen 1400-talet. Längs ån fanns förr även ett antal små industrianläggningar, såsom vadmalsstamp, färgeri och några mjölkvarnar. Numera återstår endast en kvarn med stort kvarnhjul, kvarnhus och drängkammare.